# 2 Dywizja Landwehry (Cesarstwo Niemieckie)

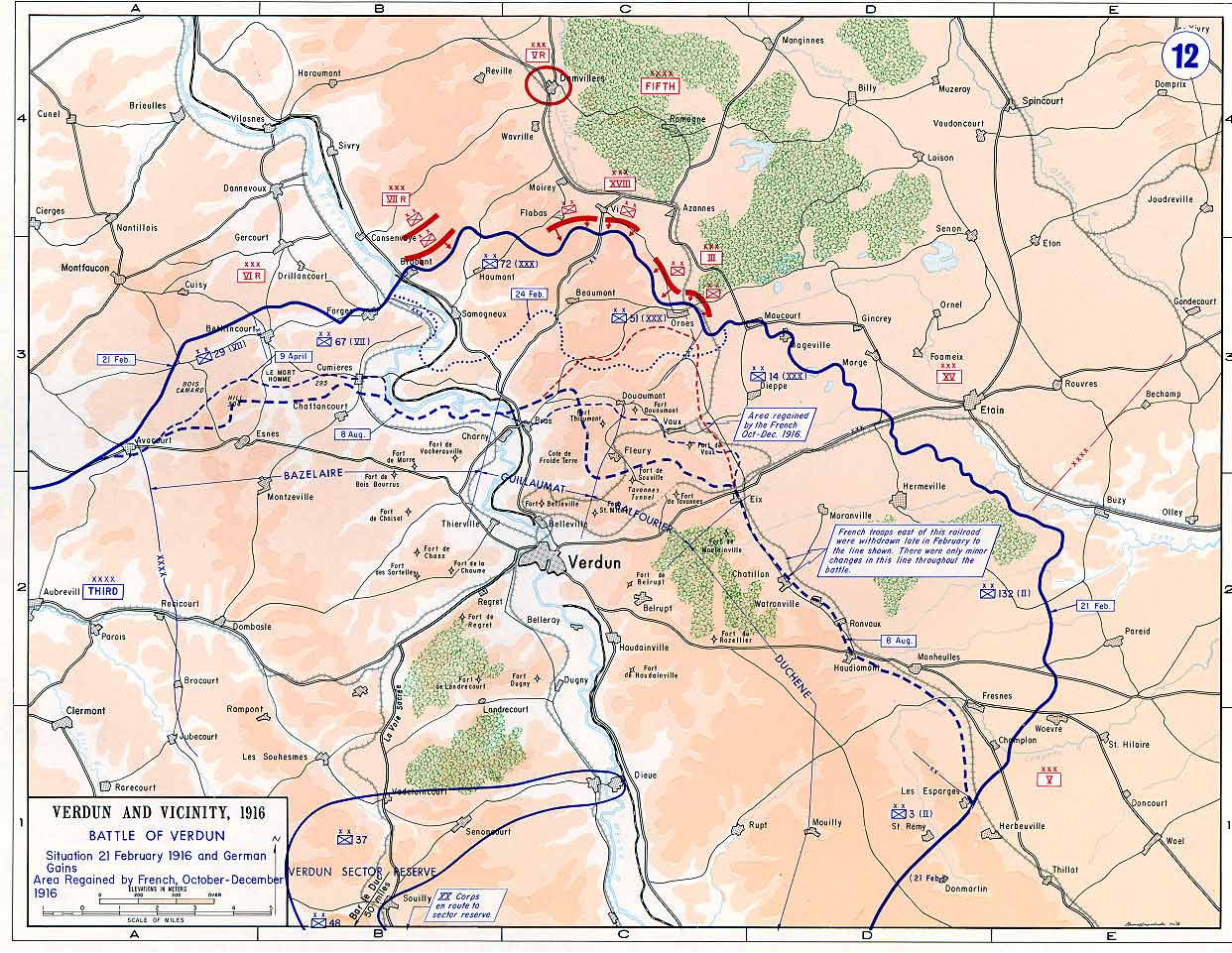
Bitwa pod Verdun

2 Dywizja Landwehry (niem. 2. Landwehr-Division (Deutsches Kaiserreich)) – niemiecki związek taktyczny okresu Cesarstwa Niemieckiego, zmobilizowany w 1914.
Żołnierze 2 Dywizji Landwehry wzięli udział m.in. w bitwie pod Verdun w 1915.

## Skład podczas mobilizacji

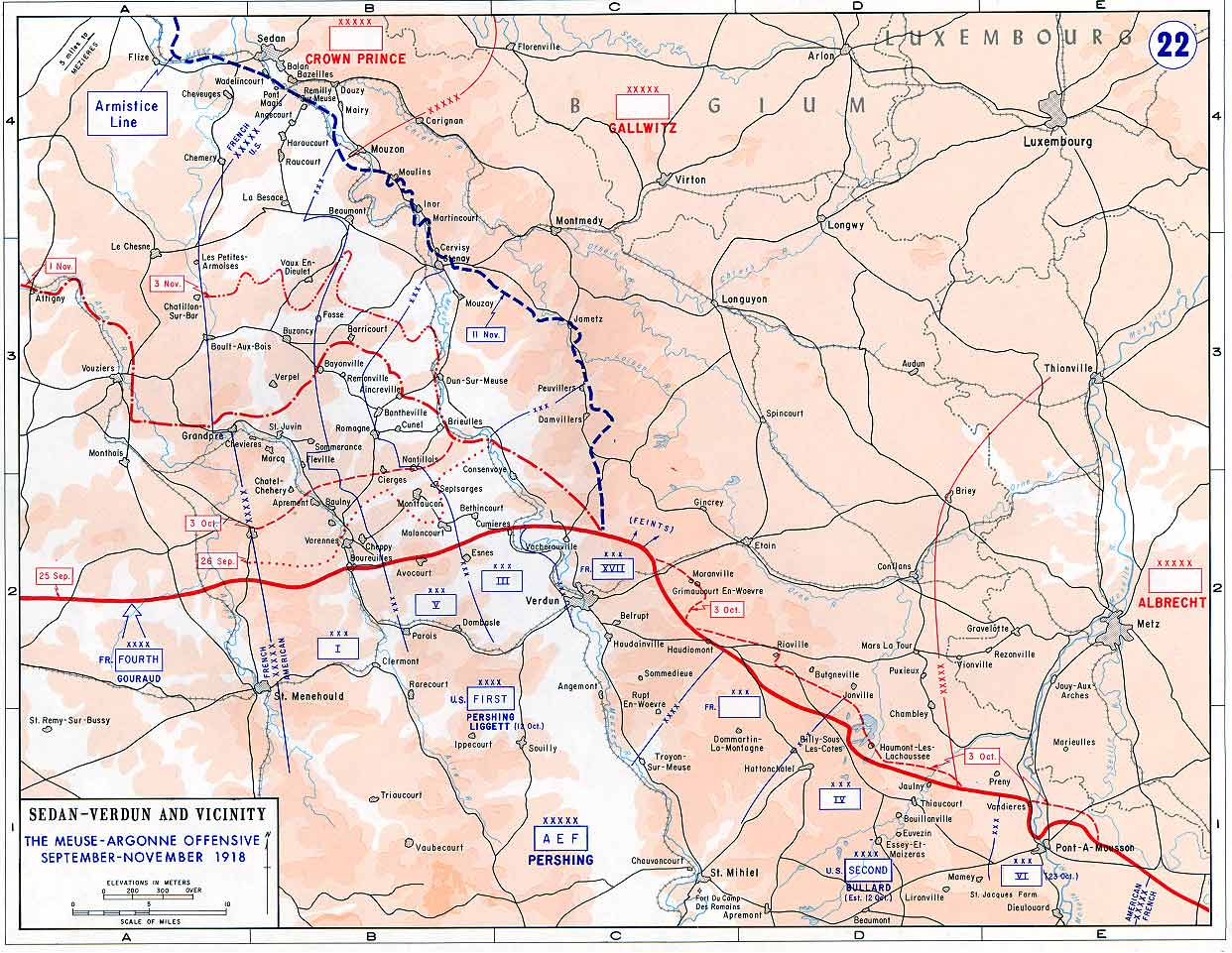
Ofensywa w 1918

- 9. bayerische gemischte Landwehr-Brigade
  - Kgl. Bayerisches 6. Landwehr-Infanterie-Regiment
  - Kgl. Bayerisches 7. Landwehr-Infanterie-Regiment
  - 1. Landwehr-Eskadron/III. Bayerisches Armeekorps
  - 1. Landsturm-Batterie III. Bayerisches Armeekorps
- 43. gemischte Landwehr-Brigade
  - Thüringisches Landwehr-Infanterie-Regiment Nr. 32
  - Kurhessisches Landwehr-Infanterie-Regiment Nr. 83
  - 1. Landwehr-Eskadron/XI. Armeekorps
- 45. gemischte Landwehr-Brigade
  - Kgl. Sächsisches Landwehr-Grenadier-Regiment Nr. 100
  - Kgl. Sächsisches Landwehr-Infanterie-Regiment Nr. 102
  - Landwehr-Eskadron/XII. (1. Kgl. Sächs.) Armeekorps
  - 1. Landsturm-Batterie XII. (1. Kgl. Sächs.) Armeekorps
- 53. gemischte Landwehr-Brigade
  - Kgl. Württembergisches Landwehr-Infanterie-Regiment Nr. 124
  - Kgl. Württembergisches Landwehr-Infanterie-Regiment Nr. 125
  - 3. Landwehr-Eskadron/XIII. (Kgl. Württ.) Armeekorps
  - Landsturm-Batterie XIII. (Kgl. Württ.) Armeekorps

## Skład po reorganizacji w 1915
- 53. Landwehr-Brigade 
  - Württembergisches Landwehr-Infanterie-Regiment Nr. 124
  - Württembergisches Landwehr-Infanterie-Regiment Nr. 125
- 54. Landwehr-Brigade 
  - Württembergisches Landwehr-Infanterie-Regiment Nr. 120
  - Württembergisches Landwehr-Infanterie-Regiment Nr. 121
- 3. Landwehr-Eskadron/XIII. (Kgl. Württ.) Armeekorps
- Landwehr-Feldartillerie-Regiment Nr. 2
- Minenwerfer-Kompanie Nr. 302
- 2. Landwehr-Pionier-Kompanie/I. Bayerisches Armeekorps
- 1. Landsturm-Pionier-Kompanie/VII. Armeekorps

## Skład pod koniec I wojny światowej
- 54. Landwehr-Brigade 
  - Württembergisches Landwehr-Infanterie-Regiment Nr. 120
  - Württembergisches Landwehr-Infanterie-Regiment Nr. 122
  - Württembergisches Landwehr-Infanterie-Regiment Nr. 125
- 4.Eskadron/Ulanen-Regiment König Wilhelm I (2. Württembergisches) Nr. 20
  - Artillerie-Kommandeur 148:
  - Landwehr-Feldartillerie-Regiment Nr. 2
- Stab Pionier-Bataillon Nr. 402:
  - 1.Landwehr-Kompanie/Württembergisches Pionier-Bataillon Nr. 13
  - 5.Landwehr-Kompanie/Württembergisches Pionier-Bataillon Nr. 13
  - Minenwerfer-Kompanie Nr. 302
- Divisions-Nachrichten-Kommandeur 502